# Santa Cecilia in Trastevere
A Santa Cecilia in Trastevere egy római kisbazilika címtemplom.

## A templom bíborosai
A templom jelenlegi bíboros-protektora Gualtiero Bassetti.
- Gualtiero Bassetti, (2014. február 22. - hivatalban)
- Carlo Maria Martini, S.J. (1983.02.02 – 2012.08.31)
- John Patrick Cody (1967.06.29 – 1982.04.25)
- Albert Gregory Meyer (1959.12.17 – 1965.04.07)
- Gaetano Cicognani (1953.10.29 – 1959.12.14)
- Francesco Marmaggi (1936.01.04 – 1949.11.03)
- Bonaventura Cerretti (1926.06.24 – 1933.03.13)
- Augusto Silj (1919.12.18 – 1926.02.27)
- Domenico Serafini, O.S.B. Subl. (1914.05.28 – 1918.03.05)
- Mariano Rampolla del Tindaro (1887.05.26 – 1913.12.16)
- Innocenzo Ferrieri (1868.09.24 – 1887.01.13)
- Karl August Graf von Reisach (1861.09.27 – 1868.06.22)
- Giovanni Brunelli (1853.12.22 – 1861.02.21)
- Giacomo Luigi Brignole (1838.09.13 – 1847.06.11, 1847.06.11 – 1853.06.23 in commendam)
- Giorgio Doria Pamfilj Landi (1818.03.16 – 1837.11.16)
- Giuseppe Maria Doria Pamphilj (1802.09.20 – 1803.09.26, 1803.09.26 – 1816.02.10 in commendam)
- Hyacinthe Sigismond Gerdil, B. (1784.09.20 – 1802.08.12)
- Girolamo Spinola (1775.03.13 – 1775.04.03, 1775.04.03 – 1784.07.22 in commendam)
- Ferdinando Maria de Rossi (1767.12.14 – 1775.02.04)
- Giuseppe Maria Feroni (1764.12.17 – 1767.11.15)
- Cosimo Imperiali (1759.02.12 – 1764.10.13)
- Giorgio Doria (1757.01.03 – 1759.01.31)
- Joaquín Fernández Portocarrero (1747.04.10 – 1753.04.09)
- Troiano Acquaviva d’Aragona (1733.01.19 – 1747.03.20)
- Cornelio Bentivoglio (1727.06.25 – 1732.12.30)
- Filippo Antonio Gualterio (1725.01.29 – 1726.07.31)
- Francesco Acquaviva (1709.01.28 – 1724.06.12, 1724.06.12 – 1725.01.09 in commendam)
- Giacomo Antonio Morigia, B. (1699.04.11 – 1708.10.08)
- Celestino Sfondrati, O.S.B. (1696.02.20 – 1696.09.04)
- Giambattista Spinola (1681.09.22 – 1696.02.20)
- Philip Thomas Howard dari Norfolk, O.P. (1676.03.23 – 1679.09.25)
- Ottavio Acquaviva d’Aragona (1658.03.18 – 1674.09.26)
- Francesco Angelo Rapaccioli (1650.11.21 – 1657.05.15)
- Gaspare Mattei (1648.09.28 – 1650.04.09)
- Michel Mazarin, O.P. (1647.12.16 – 1648.08.31)
- Giovanni Domenico Spinola (1629.04.30 – 1646.08.11)
- Federico Baldissera Bartolomeo Cornaro (1627.11.15 – 1629.04.26)
- Giambattista Leni (1618.03.05 – 1627.11.03)
- Paolo Emilio Sfondrati (1591.01.14 – 1618.02.14)
- Niccolò Sfondrati (XIV. Gergely pápa) (1585.01.14 – 1590.12.05)
- Alfonso Gesualdo (1561.03.10 – 1563.10.22 kedakonan pro illa vice, 1563.10.22 – 1572.10.17)
- Robert de Lenoncourt (1555.12.11 – 1560.03.13)
- Charles de Guise de Lorraine (1547.11.04 – 1555.12.11)
- Jean du Bellay (1535.05.31 – 1547.10.26)
- Francesco Cornaro (1534.04.27 – 1534.09.05)
- Gabriel de Gramont (1531.01.09 – 1534.03.26)
- Thomas Wolsey (1515.09.10 – 1530.11.29)
- Carlo Domenico de Carretto (1513.06? – 1514.08.15)
- Francesco Alidosi (1506.08.11 – 1511.05.24)
- Francisco de Borja (1500.10.05 – 1506.08.11)
- Lorenzo Cibo de’ Mari (1497.12.09 – 1500.09 in commendam)
- Giovanni Giacomo Schiaffinati (1484.11.17 – 1497.12.09)
- Giovanni Battista Cibò (VIII. Ince pápa) (1474.01 – 1484.08.29)
- Niccolò Fortiguerra (1460.03.19 – 1473.12.21)
- Rinaldo Piscicello (1457.03.21 – 1457.07.04)
- Louis Aleman C.R.S.J. (1426.05.27 – 1440.04.11, 1449.12.19 – 1450.10.16)
- Antonio Caetani (1402.02.27 – 1405.06.12)
- Adam Easton E.B.C. (1389.12.18 – 1398.08.15)
- Bonaventura Badoaro de Peraga O.E.S.A. (1378.09.18 – 1389.07.10)
- Bertrand Lagier, O.F.M. (1375 – 1378.04, 1378.04 – 1392.11.08 in commendam)
- Guy de Boulogne (1342.09.20 – 1350, 1350 – 1373.11.25 in commendam)
- Guillaume Pierre Godin, O.P. (1312.12.23 – 1317.09.12, 1317.09.12 – 1336.06.04 in commendam)
- Tommaso d'Ocra, O.S.B. Cel. (1294.09.18 – 1300.05.29)
- Jean Cholet (1281. április 12. – 1293. augusztus 2.)
- Simon de Brion (1261. december 17. – 1281. február 22.)
- Simon de Sully (1231 – 1232)
- Paio Galvão, O.S.B. (1210 – 1212)
- Pietro Diana (1188 – 1208)
- Cinzio Papareschi (1178 – 1182)
- Pietro (1178 – 1178)
- Tiberio Savelli (1176 – 1178)
- Manfredo, O.S.B. Cas. (1173 – 1176)
- Pietro (1159.02 – ?)
- Ottaviano di Monticelli (később IV. Viktor ellenpápa) (1151. március 2. – 1159. szeptember 7.)
- Joselmo (1128.12 – 1138?)
- Gian Roberto Capizucchi (1126 – ?)
- Dauferio di Benevento, O.S.B. Cas. (1059 – 1086)